# 激闘!ソロモン海戦史
『激闘!ソロモン海戦史』（げきとう！ソロモンかいせんし）は、ジェネラル・サポートから1993年に発売されたウォー・シミュレーションゲーム。
太平洋戦争のソロモン諸島やガダルカナル沖で行われた日本とアメリカによる、艦隊同士の夜戦をシミュレートしたゲームである。デザイナーは阿部隆史。
57クラス、総計286隻の艦艇が登場する。2001年に発売されたWindows 95版（『激闘!ソロモン海戦史DX』）の登場艦艇は、89クラス、300隻以上とされている。
ゲーム内容に大差はないが、以下は主にWindows版について述べる。

## ゲームの内容
夜間戦闘であるので、航空機は登場しない。1戦隊は4隻以下の艦艇で構成される。
ゲームは各ターンを各プロットに分割して構成されている。プロットは原則的に日本軍、米軍共に、同時に実行される。
- 移動プロットでは各々の戦隊に「速度」、及び「取舵」「面舵」「直進」「一斉回頭」を指示する。陸地や艦艇（敵、味方問わず）と衝突すると損害を受け、最悪の場合は沈没に至る。

- 照射プロットでは、探照灯（サーチライト）で敵を照らす事で、視界を操作することが出来る。視界については後述。

- 攻撃プロットでは各艦ごとに射撃目標を設定し、攻撃しあう事になる。攻撃できるのは、目標その艦船から視認出来る距離で、かつ間に邪魔な艦船や陸地が無く、さらに、射界、射程を満たす武装が使用可能である時のみである。さまざまな要因によって攻撃順序が決められ、各艦艇は順番に攻撃を行う。横腹を見せた状態での攻撃が最も効率が良いので、移動プロットで作った陣形が重要である。

- ダメコンプロットでは、乱数で損傷した各ブロックの修復が行われる。

以上を1ターンとし、これを30回繰り返すとゲームは終了であるが、30ターンまでに作戦海域から離脱しなければ、敵の航空攻撃により、ゲーム終了後に被害を受ける事がある。

## 攻撃と損害
艦船は複数のブロックで構成されており、その艦に命中した敵弾は、ランダムで特定のブロックに影響を及ぼす。この際敵弾の貫徹力と命中対象となったブロックの装甲値が比較され、命中対象のブロックは破壊/損傷/無損傷いずれかと判定される（装甲が厚い場合、敵弾を弾き返し無損害となる事も有る）。場合によっては命中し炸裂した砲弾が、誘爆や火災をもたらす事も有る。武装ブロックが破壊されれば以後、その武装での攻撃は行えず、機関ブロックが破壊されれば速度が低下し、全ての機関ブロックを破壊されると、艦船は沈没に至る。また、火災や艦橋ブロックを損傷を生じた艦船は、非常に不利となる。

## 視界
通常、日本軍は8000m、アメリカが6000m、レーダー装備艦では12000mの視界を持っている。見えている敵にしか攻撃を行えないので、年代の若いマップでは日本軍が有利であるが、年代が進みアメリカ軍にレーダー装備艦が多く現れれば、立場は逆となる。
また、火災中、照射中、被照射中の艦船は無条件に20000mの距離から視認されてしまう（つまり、夜間、戦場で非常に目立ってしまう）ため、集中砲火を受ける危険性がある。

## 作戦目的
通常は味方艦艇の損害を抑えつつ敵艦艇に損害を与えるのが目標であるが、他にも敵飛行場への艦砲射撃による、飛行場兵力の低下、逆に飛行場近辺への物資投下による敵飛行場攻撃部隊の強化、などの目標が存在する場合も有る（特に後述のキャンペーンモード）。

## キャンペーン
史実でソロモン諸島で起こった、一連の島嶼争奪戦を、複数マップで長期的、連続的に戦い抜くモード。日本軍側でのみプレイできる。日本軍は西から、アメリカ軍は東から攻め込む形となる。敵飛行場の自軍陸上戦力が敵を有意に下回れば西のマップへ押し込まれ、逆に自軍陸上戦力が上回れば東のマップへ押し込む事が出来る。東端のマップまで押し切れば日本軍の勝利となる。
マップ間のブリーフィング画面で、艦隊の編成や修理、増援要請が行える。どのような増援を得るかは、ある程度までプレイヤーの裁量で選択が可能である。また、損傷した艦船は修理を施さねば再出撃できず、一定の期間戦列から外れることとなる。

## その他
自由に艦隊を編成出来るセットアップモード、LANやインターネット接続による対戦モードにも対応している。